# Kalvslund Sogn
Kalvslund Sogn er et sogn i Ribe Domprovsti (Ribe Stift).
Indtil 1859 lå Kalvslund Sogn i Kalvslund Herred, under Haderslev Amt i Hertugdømmet Slesvig, men hørte retsligt delvist under Riberhus Birk i Riberhus Amt i Kongeriget Danmark.
Senere i 1800-tallet var Kalvslund Sogn anneks til Hjortlund Sogn. Begge sogne hørte til Ribe Herred i Ribe Amt. Trods annekteringen blev de i 1867 dannet som to selvstændige sognekommuner. Ved kommunalreformen i 1970 blev både Hjortlund og Kalvslund indlemmet i Ribe Kommune, der ved strukturreformen i 2007 indgik i Esbjerg Kommune.
I sognet ligger middelalderkirken Kalvslund Kirke.
I sognet findes følgende autoriserede stednavne:
- Bavngård (bebyggelse)
- Hjortvad (bebyggelse, ejerlav)
- Kalvslund (bebyggelse, ejerlav)
- Kalvslund Mose (areal)
- Ravning (bebyggelse)
- Villebøl (bebyggelse, ejerlav)

## Delvis tysk
Fra 1859 til 1865 lå Kalvslund Sogn delvist i Kalvslund Herred, under Haderslev Amt i Hertugdømmet Slesvig og delvist i Ribe Herred under Ribe Amt i Kongeriget Danmark.
Sognet blev ved freden 30. oktober 1864

delt mellem Danmark og Preussen. 

Fra 1871 var det delt mellem Danmark og Tyskland.

1. juli 1875 blev sognet delt, da Bavngård, Hjortvad og Ravning blev indlemmet i Sønder Hygum Sogn, der hørte til Frøs Herred i Haderslev Amt og dermed lå i delstaten Slesvig-Holsten i det Tyske kejserrige. Herefter blev Kalvslund Sogn et rent dansk sogn. De i 1875 afståede områder, der ved Genforeningen i 1920 blev danske, blev 1. april 1928 genforenet med Kalvslund Sogn.